# Domazan
Domazan é uma comuna francesa na região administrativa de Occitânia, no departamento de Gard. Estende-se por uma área de 11,42 km². Em 2010 a comuna tinha 946 habitantes (densidade: 82,8 hab./km²).